# Pterodoras granulosus
Pterodoras granulosus (Птеродорас сірий) — вид риб з роду Pterodoras родини Бронякові ряду сомоподібні.

## Опис
Загальна довжина сягає 70 см при вазі 6,5 кг. Самці стрункіші за самиць. Голова широка, дещо сплощена зверху. Очі дуже маленькі. Є 3 пари вусів помірної довжини. Тулуб широкий, кремезний. Шкіра дуже товста й жорстка. Уздовж бічної лінії розташовано 23-28 неглибоких пластин. Спинний плавець високий, з короткою основою, перший промінь являє собою жорсткий шип. Жировий плавець маленький. Грудні плавці широкі, з гострими шипами. Черевні плавці маленькі. Анальний плавець помірної довжини. Хвостовий плавець глибоко роздвоєно.
Забарвлення мінливе: в залежності від мешкання. Молодь значно світліше за дорослих особин. Забарвлення останніх брудно-коричневе з деякими більш темними плямами тулубом й плавцями.

## Спосіб життя
Є демерсальною рибою. Воліє до чистої води. Зустрічається у повільних річках. Утворює невеличкі косяки. З березень до липня здійснює міграції вниз за течією, у жовтні-січні — вверх за течією. Вдень тримається корчів. Активний вночі. Живиться плодами рослини Astrocaryum javary, двостулковими молюсками, насінням, а також дрібною рибою.
Є об'єктом промислового рибальства.

## Розповсюдження
Мешкає у басейні річок Амазонка й Парана, а також у прибережних річках Гаяни і Суринаму.